# Takuya Yamada (Sportler)
Takuya Yamada (jap. 山田 琢也, Yamada Takuya; * 16. Juni 1978 in Kijimadaira) ist ein früherer japanischer Bogenbiathlet und Skilangläufer.
Takuya Yamada nahm Mitte der 2000er Jahre mehrfach an internationalen Meisterschaften im Bogenbiathlon teil. Bei den Weltmeisterschaften 2004 in Pokljuka wurde er 17. des Sprints, 15. der Verfolgung und 13. des Massenstartrennens. Seinen größten Erfolg erreichte er bei den bislang letzten Weltmeisterschaften 2007 in Moskau. Im Sprint wurde er Neunter, im Verfolgungsrennen Zehnter und im Massenstartrennen erneut Neunter. Im Einzel brachte er, mitgerissen durch die guten Resultate seines Teamkollegen Hiroyuki Urano, seine international beste Leistung zustande und gewann bei drei Schießfehlern vor Kirill Malzew und Hiroyuki Urano die Goldmedaille. Bei den Japanischen Meisterschaften 2008 gewann er hinter Urano im Sprintrennen die Silbermedaille.
Zwischen 1998 und 2006 startete Yamada auch mehrfach bei internationalen Skilanglaufrennen, so im Continental Cup, im Alpencup, im Far East Cup sowie bei FIS-Rennen, ohne jedoch herausragende Ergebnisse zu erreichen.
Danach wechselte er zum Traillauf, wo er seit 2011 verschiedene nationale Rennen gewann.

## Belege
1. 1 2  山田琢也. NPO法人 インサイドアウトスキークラブ, archiviert vom Original (nicht mehr online verfügbar) am 21. Januar 2016; abgerufen am 4. Januar 2013 (japanisch).  Info: Der Archivlink wurde automatisch eingesetzt und noch nicht geprüft. Bitte prüfe Original- und Archivlink gemäß Anleitung und entferne dann diesen Hinweis.
2. ↑  Sprintresultate WM 2007 (PDF; 212 kB)
3. ↑  Verfolgungsresultate WM 2007 (PDF; 209 kB)
4. ↑  Ergebnisse das Massenstarts WM 2007 (PDF; 210 kB)
5. ↑  Einzel-Ergebnisse WM 2007 (PDF; 213 kB)
6. ↑  Japanische Meisterschaften 2008 (PDF; 24 kB)

| Personendaten    | Personendaten                               |
| ---------------- | ------------------------------------------- |
| NAME             | Yamada, Takuya                              |
| ALTERNATIVNAMEN  | 山田琢也 (japanisch)                        |
| KURZBESCHREIBUNG | japanischer Bogenbiathlet und Skilangläufer |
| GEBURTSDATUM     | 16. Juni 1978                               |
| GEBURTSORT       | Kijimadaira, Präfektur Nagano, Japan        |